# Quamoclit eustachiana
Quamoclit eustachiana là một loài thực vật có hoa trong họ Bìm bìm. Loài này được (Jacq.) G. Don miêu tả khoa học đầu tiên năm 1838.